# 엘로이사 곤살레스
엘로이사 곤살레스(스페인어: Eloísa González, 1980년 11월 20일 ~ )는 스페인의 배우이다.